# Can Trilla
Can Trilla és una antiga masia de Gràcia (Barcelona), catalogada com com a bé cultural d'interès local.

## Història
Tot i que podria ser més antiga, la primera referència és de 1728, quan Francesc Dupré l'adquirí a Emerenciana Sagrera, vídua de Tomàs de Valencià Franquesa i Regàs, capità de la Coronela de Barcelona durant el setge de 1706.
Durant uns anys, va anar canviant de mans i el 1763 fou comprada pel notari Vicenç Simó, motiu pel qual fou coneguda com a Torre d'en Simó. Els seus hereus la vengueren a Antoni Trilla i Escarabatxeras (el nom veritable d'Antoni Trilla i Blanch). El 1825, la seva vídua i hereva, Àgata Badia i Puigrodon, sol·licità al comte de Villemur, governador militar i polític de la plaça de Barcelona i el seu corregiment, l'autorització per a la urbanització de part de la hisenda, que es va fer d'acord amb el projecte de l'arquitecte Pere Serra i Bosch; esdevenint així la primera de les masies de la zona nord de Gràcia que transformava part dels terrenys en zona edificable. Els carrers que hi sorgiren porten noms significatius per a la família: Santa Àgata, Sant Antoni (avui Astúries), comte de Villemur o Vilamur (després Santa Rosa), Serra (per l'arquitecte que va fer el projecte; després Santa Magdalena), Badia, Trilla, i plaça de la Reina Amàlia (la reina coetània, avui plaça de Trilla).
El 1813, durant la Guerra del Francès, en quedar destruït el convent dels Franciscans de Santa Maria de Jesús, la família Trilla havia acollit aquesta comunitat religiosa a la seva capella i al mateix mas, fins al 1920, any en què s'inaugurà el nou convent en l'emplaçament actual, al sud de Gràcia. Se sap que ja el 1817, per la Mare de Déu d'agost, se celebrà a can Trilla l'aplec tradicional que havia tingut lloc fins aleshores al vell convent de Jesús, fet que es considera un precedent significatiu de l'inici de la Festa Major de Gràcia.

El 1893 s'hi va traslladar la Escuela Municipal de Artes y Oficios de Gràcia, i després fou seu del Colegio Ibérico. Actualment, hi resideix la comunitat de monges de Jesús Pacient.

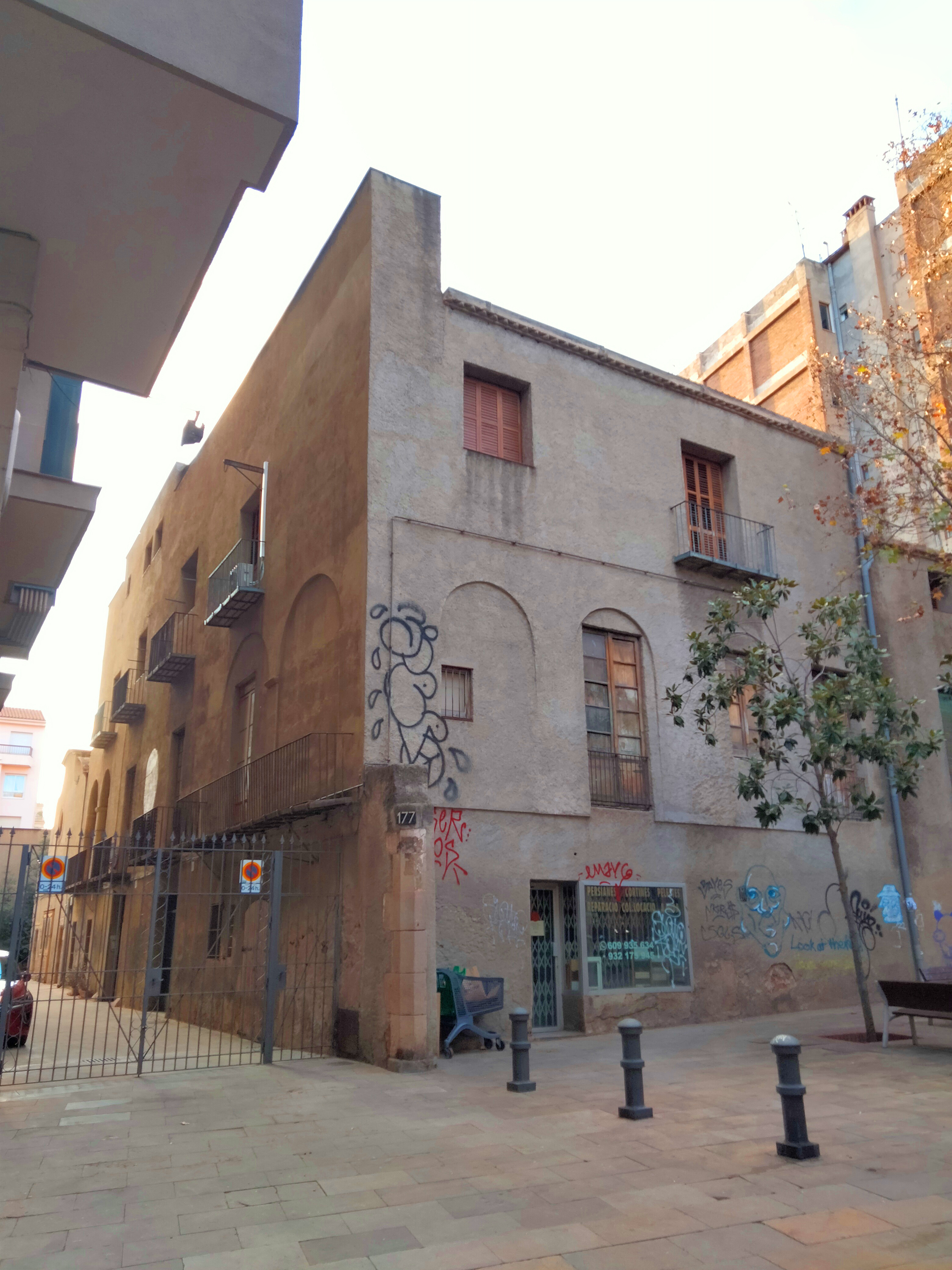
Can Trilla, des del carrer Gran de Gràcia

## Descripció
Segons consta en el testament d'Àgata Badia, la finca tenia una gran extensió de terres de conreu (14 mujades, equivalents a 68.551 m²), entre secà i regadiu, i disposava de celler, premsa de raïm i trull per a la l'elaboració del vi i l'oli.
Encaixonada entre noves construccions, la masia està formada per dos cossos bastant simètrics, amb planta baixa, dos pisos i golfes. També hi ha un soterrani amb voltes. La planta principal estava destinada a la residència dels senyors, mentre que la planta baixa era habitada pels masovers que portaven les terres. La façana principal, orientada a mar, que actualment dona a un passatge, presenta grans balcons d'arcs apuntats sostinguts en suports de ferro forjat i enrajolats en la part inferior, el perfil d'unes arcades i un rellotge de sol esgrafiat.
Annexa a l'edifici, a l'esquerra de la façana, hi ha una capella barroca, amb portal de carreus de pedra, en què destaquen les pintures de la cúpula, molt ben conservades, que reprodueixen motius arquitectònics.